# Kang Song-san
Kang Song-san (* 3. März 1931 in der Provinz Kankyō-hokudo, früheres Japanisches Kaiserreich, heutiges Nordkorea; † 2007) war ein nordkoreanischer Politiker.
Kang Song-san wurde in den 1960er Jahren zum ersten Parteisekretär der Provinz Chagang-do ernannt. Spätestens seit den 1970er Jahren gehörte er zu den führenden Mitgliedern des Zentralkomitees der Partei der Arbeit Koreas. Um 1970 wurde er Kandidat des Politbüros und war von 1977 bis 1984 stellvertretender Vorsitzender des Ministerrates. Um 1980 wurde er vollwertiges Mitglied des Politbüros und war von 1984 bis 1986 Vorsitzender des Ministerrates.
1992 wurde Kang erneut zum Regierungschef ernannt. Er galt als Befürworter einer vorsichtigen Öffnung Nordkoreas nach außen und treibende Kraft hinter den Anfang der 1990er Jahre begonnenen Gesprächen mit Südkorea. In den letzten beiden Jahren seiner Amtszeit hatte er mit gesundheitlichen Problemen zu kämpfen. 1997 trat er deswegen als Premierminister zurück.
Kang galt als einer der einflussreichsten Funktionäre Nordkoreas. Seit der Flucht Hwang Jang-yops, des ehemaligen Chefideologen Nordkoreas, zu dessen Anhängerkreis Kang zählte, sehen Beobachter Kangs Einfluss jedoch deutlich geschwächt.